# Marcus Berg
Bengt Erik Marcus Berg (Torsby, 17 augustus 1986) is een Zweeds voormalig voetballer die doorgaans speelde als centrumspits. Berg debuteerde in februari 2008 in het Zweeds voetbalelftal. Zijn broer Jonatan Berg speelde ook betaald voetbal. Ze speelden in 2005 samen voor IFK Göteborg.

## Clubcarrière

### IFK Göteborg
Na in de jeugd voor IFK Velen en Torsby IF gespeeld te hebben, maakte Berg in 2003 de overgang naar de jeugdafdeling van IFK Göteborg. Bij die club debuteerde hij in 2005 in de Allsvenskan, de hoogste divisie van Zweden.

### FC Groningen
In augustus 2007 tekende hij voor vier seizoenen bij het Nederlandse FC Groningen, als vervanger van de naar AFC Ajax vertrokken Luis Suárez. Berg was op dat moment topscorer in de Zweedse competitie. Hij was op dat moment de duurste aankoop ooit van de Groningers én de duurste verkoop van Göteborg.
Berg werd in zijn debuutseizoen 2007/08 clubtopscorer van FC Groningen met vijftien doelpunten. In 2008/09 verbeterde hij zijn voorgaande prestatie met zeventien treffers in 34 eredivisie-wedstrijden, plus vijf in de play-offs.

### Hamburger SV
Berg tekende in juli 2009 een vijfjarig contract bij Hamburger SV, dat een niet bekendgemaakt bedrag voor hem betaalde aan FC Groningen. Groningen meldde dat het om een clubrecord ging en dat het mee zou delen bij doorverkoop. Derde partijen gaan uit van omstreeks 10 miljoen euro. Zijn debuut voor deze club maakte hij op 15 augustus tegen Borussia Dortmund. Hij mocht tijdens deze wedstrijd invallen en maakte ook meteen zijn eerste doelpunt. Een paar dagen later scoorde hij ook tegen En Avant Guingamp in de UEFA Europa League.

### Verhuur aan PSV
In juli 2010 verhuurde Hamburger SV Berg voor één seizoen aan PSV. Daar kwam hij zijn landgenoot Ola Toivonen tegen, met wie hij ook samenspeelde in Jong Zweden op het EK 2009 onder 21. In het verhuurcontract werd geen optie tot koop opgenomen.
Berg scoorde in de derde competitieronde van het seizoen 2010/11 tegen AZ (3–1 winst) zijn eerste (en tweede) doelpunt voor PSV. Zijn eerste Europese doelpunt voor PSV volgde vier dagen later in de laatste kwalificatieronde voor de Europa League tegen Sibir Novosibirsk, waarin Berg 1–0 scoorde. De wedstrijden daarna start Berg echter steeds vaker vanaf de bank, hij moest plaats maken voor het 21-jarige talent Jonathan Reis. Op 19 december 2010, vlak voor de winterstop, raakte Reis ernstig geblesseerd in de competitiewedstrijd tegen Roda JC, waarna Berg weer meer speeltijd kreeg. Nadat hij nauwelijks nog scoorde, ondanks enkele goede mogelijkheden, zwol de kritiek op Berg vanuit de media aan. Na een gemiste kans voor open goal, in het thuisduel tegen FC Utrecht op 20 maart 2011, haalde Fred Rutten hem uit de basis. Na ruim twee maanden zonder doelpunt maakte Berg op zondag 17 april uit tegen Heracles Almelo weer een doelpunt.
PSV besloot vervolgens om Berg terug naar HSV te laten gaan. Daar speelde hij nog twee seizoenen, waarna hij in de zomer 2013 een contract tekende bij Panathinaikos. Na 4 jaar bij Panathinaikos vertrok Berg naar het Midden-Oosten om voor Al Ain FC te gaan spelen. Hij bleef er 2 jaar om vervolgens naar het Russische Krasnodar te gaan.

### FK Krasnodar
Bij Krasnodar maakte Berg op 34-jarige leeftijd zijn debuut in de Champions League in een match tegen Stade Rennais, het werd 1-1. Zijn eerste Champions League doelpunt maakte hij enkele wedstrijden later tegen Sevilla FC door zijn ploeg in de 21ste minuut op een 0-2 voorsprong te brengen, Krasnodar verloor de wedstrijd echter met 3-2.

### IFK Göteborg
Medio 2021 keerde Berg terug bij IFK Göteborg. Daar beëindigde hij in september 2023 zijn loopbaan vanwege aanhoudend blessureleed.

## Clubstatistieken
| Seizoen | Club          | Competitie   | Wedstrijden | Doelpunten |
| ------- | ------------- | ------------ | ----------- | ---------- |
| 2005    | IFK Göteborg  | Allsvenskan  | 14          | 3          |
| 2006    | IFK Göteborg  | Allsvenskan  | 22          | 4          |
| 2007    | IFK Göteborg  | Allsvenskan  | 16          | 14         |
| 2007/08 | FC Groningen  | Eredivisie   | 25          | 15         |
| 2008/09 | FC Groningen  | Eredivisie   | 31          | 17         |
| 2009/10 | Hamburger SV  | Bundesliga   | 30          | 4          |
| 2010/11 | → PSV         | Eredivisie   | 25          | 8          |
| 2011/12 | Hamburger SV  | Bundesliga   | 13          | 1          |
| 2012/13 | Hamburger SV  | Bundesliga   | 11          | 0          |
| 2013/14 | Panathinaikos | Super League | 35          | 16         |
| 2014/15 | Panathinaikos | Super League | 24          | 16         |
| 2015/16 | Panathinaikos | Super League | 27          | 17         |
| 2016/17 | Panathinaikos | Super League | 30          | 24         |
| 2017/18 | Al Ain        | VAE Liga     | 21          | 25         |
| 2018/19 | Al Ain        | VAE Liga     | 20          | 10         |
| 2019/20 | FK Krasnodar  | Premjer-Liga | 23          | 9          |
| 2020/21 | FK Krasnodar  | Premjer-Liga | 21          | 9          |
| 2020/21 | IFK Göteborg  | Allsvenskan  | 18          | 10         |
| 2021/22 | IFK Göteborg  | Allsvenskan  | 21          | 11         |
| 2022/23 | IFK Göteborg  | Allsvenskan  | 0           | 0          |
| Totaal  | Totaal        | Totaal       | 427         | 213        |

Bijgewerkt t/m 27 september 2022.

## Interlandcarrière
Berg maakte op 6 februari 2008 zijn debuut in het Zweeds voetbalelftal in een oefeninterland in en tegen Turkije (0–0), net als Sebastian Larsson (Birmingham City). Bij afwezigheid van Zlatan Ibrahimović begon hij op 19 november 2008 in de basis van het Zweedse nationale elftal in een oefeninterland tegen Nederland. Eerder kwam hij twaalf keer uit voor de nationale ploeg onder 21. In deze twaalf wedstrijden scoorde hij eenmaal.
Na het reguliere seizoen 2008/09 kwam Berg met een Zweedse selectie uit op het EK –21 van 2009. Hij scoorde in vier wedstrijden zeven keer en werd daarmee topscorer van het toernooi. PSV'er en landgenoot Ola Toivonen en Italiaan Robert Acquafresca volgden op de gedeelde tweede plaats, met ieder drie treffers. Op 11 mei 2016 werd Berg opgenomen in de Zweedse selectie voor het EK 2016 in Frankrijk, zijn eerste grote eindtoernooi. Zweden werd uitgeschakeld in de groepsfase na nederlagen tegen Italië (0–1) en België (0–1) en een gelijkspel tegen Ierland (1–1). Hij was twee jaar later basisspeler in de Zweedse ploeg die tot de kwartfinale kwam op het WK 2018.